# 충주시의 국회의원

## 행정구역 변천
- 1945년 8월 15일 충청북도 충주군
- 1956년 7월 8일 충주군 충주읍이 충주시로 승격, 충주군은 중원군으로 개칭
- 1963년 1월 1일 괴산군 상모면이 중원군에 편입
- 1995년 1월 1일 충주시와 중원군을 통합하여 충주시 설치

## 충주시의 역대 국회의원 일람
| 대수         | 이름           | 소속정당     | 임기                               | 선거구역                         | 개표결과 |
| ------------ | -------------- | ------------ | ---------------------------------- | -------------------------------- | -------- |
| 제1대        | 김기철(金基喆) | 대동청년단   | 1948년 5월 31일 ~ 1950년 5월 30일  | 충주군 일원                      | 보기     |
| 제2대        | 조대연(趙大衍) | 무소속       | 1950년 5월 31일 ~ 1954년 5월 30일  | 충주군 일원                      |          |
| 제3대        | 김기철(金基喆) | 자유당       | 1954년 5월 31일 ~ 1958년 5월 30일  | 충주군 일원                      |          |
| 제4대        | 홍병각(洪炳珏) | 자유당       | 1958년 5월 31일 ~ 1960년 7월 28일  | 충주시 일원                      |          |
| 제4대        | 정상희(鄭商熙) | 자유당       | 1958년 5월 31일 ~ 1960년 7월 28일  | 중원군 일원                      |          |
| 제5대 민의원 | 김기철(金基喆) | 민주당       | 1960년 7월 29일 ~ 1961년 5월 16일  | 충주시 일원                      |          |
| 제5대 민의원 | 정상희(鄭商熙) | 무소속       | 1960년 7월 29일 ~ 1961년 5월 16일  | 중원군 일원                      |          |
| 제6대        | 이희승(李喜承) | 자유민주당   | 1963년 12월 17일 ~ 1967년 6월 30일 | 충주시·중원군 일원               |          |
| 제7대        | 이종근(李鍾根) | 민주공화당   | 1967년 7월 1일 ~ 1971년 6월 30일   | 충주시·중원군 일원               |          |
| 제8대        | 이택희(李宅熙) | 신민당       | 1971년 7월 1일 ~ 1972년 10월 17일  | 충주시·중원군 일원(제3선거구)    |          |
| 제9대        | 이종근(李鍾根) | 민주공화당   | 1973년 3월 12일 ~ 1979년 3월 11일  | 충주시·중원군·제천군·단양군 일원 |          |
| 제9대        | 이해원(李海元) | 민주공화당   | 1973년 3월 12일 ~ 1979년 3월 11일  | 충주시·중원군·제천군·단양군 일원 |          |
| 제10대       | 이종근(李鍾根) | 민주공화당   | 1979년 3월 12일 - 1980년 10월 27일 | 충주시·중원군·제천군·단양군 일원 |          |
| 제10대       | 이택희(李宅熙) | 신민당       | 1979년 3월 12일 ~ 1980년 8월 6일   | 충주시·중원군·제천군·단양군 일원 |          |
| 제11대       | 이해원(李海元) | 민주정의당   | 1981년 4월 11일 ~ 1985년 4월 10일  | 충주시·중원군·제천군·단양군 일원 |          |
| 제11대       | 김영준(金永俊) | 민주한국당   | 1981년 4월 11일 ~ 1985년 4월 10일  | 충주시·중원군·제천군·단양군 일원 |          |
| 제12대       | 이춘구(李春九) | 민주정의당   | 1985년 4월 11일 ~ 1988년 5월 29일  | 충주시·중원군·제천군·단양군 일원 |          |
| 제12대       | 이택희(李宅熙) | 신한민주당   | 1985년 4월 11일 ~ 1988년 5월 29일  | 충주시·중원군·제천군·단양군 일원 |          |
| 제13대       | 이종근(李鍾根) | 신민주공화당 | 1988년 5월 30일 ~ 1992년 5월 29일  | 충주시·중원군 일원               |          |
| 제14대       | 이종근(李鍾根) | 민주자유당   | 1992년 5월 30일 ~ 1996년 5월 29일  | 충주시·중원군 일원               |          |
| 제15대       | 김선길(金善吉) | 자유민주연합 | 1996년 5월 30일 ~ 2000년 5월 29일  | 충주시 일원                      |          |
| 제16대       | 이원성(李源性) | 새천년민주당 | 2000년 5월 30일 ~ 2004년 5월 29일  | 충주시 일원                      |          |
| 제17대       | 이시종(李始鍾) | 열린우리당   | 2004년 5월 30일 ~ 2008년 5월 29일  | 충주시 일원                      |          |
| 제18대       | 이시종(李始鍾) | 통합민주당   | 2008년 5월 30일 ~ 2010년 4월 12일  | 충주시 일원                      |          |
| 제18대       | 윤진식(尹鎭植) | 한나라당     | 2010년 7월 29일 ~ 2012년 5월 29일  | 충주시 일원                      |          |
| 제19대       | 윤진식(尹鎭植) | 새누리당     | 2012년 5월 30일 ~ 2014년 5월 15일  | 충주시 일원                      |          |
| 제19대       | 이종배(李鍾培) | 새누리당     | 2014년 7월 31일 ~ 2016년 5월 29일  | 충주시 일원                      |          |
| 제20대       | 이종배(李鍾培) | 새누리당     | 2016년 5월 30일 ~ 2020년 5월 29일  | 충주시 일원                      |          |
| 제21대       | 이종배(李鍾培) | 미래통합당   | 2020년 5월 30일 ~ 2024년 5월 29일  | 충주시 일원                      |          |
| 제22대       | 이종배(李鍾培) | 국민의힘     | 2024년 5월 30일 ~                  | 충주시 일원                      |          |

## 같이 보기
- 청주시의 국회의원
- 제천시의 국회의원
- 보은군의 국회의원
- 옥천군의 국회의원
- 영동군의 국회의원
- 괴산군의 국회의원
- 충주시·중원군
- 충주시 (1996년 선거구)